# Сан-Кірза-Сафажа
Сан-Кі́рза-Сафа́жа (кат. Sant Quirze Safaja) - муніципалітет, розташований в Автономній області Каталонія, в Іспанії. Код муніципалітету за номенклатурою Інституту статистики Каталонії - 82397. Знаходиться у районі (кумарці) Бальєс-Уріантал (коди району - 41 та VR) провінції Барселона, згідно з новою адміністративною реформою перебуватиме у складі Баґарії (округи) Барселона. 

## Населення
Населення міста (у 2007 р.) становить 629 осіб (з них менше 14 років - 18,3%, від 15 до 64 - 73,1%, понад 65 років - 8,6%). У 2006 р. народжуваність склала 10 осіб, смертність - 2 особи, зареєстровано 3 шлюби. У 2001 р. активне населення становило 241 особа, з них безробітних - 17 осіб.

Серед осіб, які проживали на території міста у 2001 р., 347 народилися в Каталонії (з них 98 осіб у тому самому районі, або кумарці), 51 особа приїхала з інших областей Іспанії, а 19 осіб приїхало з-за кордону. 

Університетську освіту має 21,1% усього населення. 

У 2001 р. нараховувалося 156 домогосподарств (з них 35,3% складалися з однієї особи, 19,2% з двох осіб,16% з 3 осіб, 15,4% з 4 осіб, 9,6% з 5 осіб, 3,2% з 6 осіб, 1,3% з 7 осіб, 0% з 8 осіб і 0% з 9 і більше осіб).

Активне населення міста у 2001 р. працювало у таких сферах діяльності : у сільському господарстві - 6,2%, у промисловості - 23,2%, на будівництві - 5,8% і у сфері обслуговування - 64,7%. 

 У муніципалітеті або у власному районі (кумарці) працює 115 осіб, поза районом - 133 особи.

### Безробіття
У 2007 р. нараховувалося 15 безробітних (у 2006 р. - 13 безробітних), з них чоловіки становили 53,3%, а жінки - 46,7%.

## Економіка

### Підприємства міста

#### Промислові підприємства
| \| Промислові підприємства міста, за сферою діяльності \| Промислові підприємства міста, за сферою діяльності \| Промислові підприємства міста, за сферою діяльності \| \| Рік \| 2002 р. \| 2001 р. \| \| --------------------------------------------------- \| --------------------------------------------------- \| --------------------------------------------------- \| \| Енергетичні та водні ресурси \| 20% \| 0% \| \| Хімія та метали \| 0% \| 0% \| \| Переробка металів \| 40% \| 50% \| \| Продукти харчування \| 20% \| 50% \| \| Текстиль \| 0% \| 0% \| \| Виробництво меблів, видання \| 20% \| 0% \| \| Інше \| 0% \| 0% \| \| Усього підприємств \| 5 \| 2 \| |         |         |
| Промислові підприємства міста, за сферою діяльності |         |         |
| Рік | 2002 р. | 2001 р. |
| Енергетичні та водні ресурси | 20%     | 0%      |
| Хімія та метали | 0%      | 0%      |
| Переробка металів | 40%     | 50%     |
| Продукти харчування | 20%     | 50%     |
| Текстиль | 0%      | 0%      |
| Виробництво меблів, видання | 20%     | 0%      |
| Інше | 0%      | 0%      |
| Усього підприємств | 5       | 2       |

#### Роздрібна торгівля
| \| Підприємства роздрібної торгівлі міста, за сферою діяльності \| Підприємства роздрібної торгівлі міста, за сферою діяльності \| Підприємства роздрібної торгівлі міста, за сферою діяльності \| \| Рік \| 2002 р. \| 2001 р. \| \| ------------------------------------------------------------ \| ------------------------------------------------------------ \| ------------------------------------------------------------ \| \| Продукти харчування \| 66,7% \| 40% \| \| Одяг та взуття \| 0% \| 0% \| \| Товари для дому \| 0% \| 20% \| \| Книги та періодичні видання \| 0% \| 0% \| \| Промислова хімічна продукція \| 33,3% \| 40% \| \| Продукція, пов'язана з транспортними засобами \| 0% \| 0% \| \| Інше \| 0% \| 0% \| \| Усього підприємств \| 3 \| 5 \| |         |         |
| Підприємства роздрібної торгівлі міста, за сферою діяльності |         |         |
| Рік | 2002 р. | 2001 р. |
| Продукти харчування | 66,7%   | 40%     |
| Одяг та взуття | 0%      | 0%      |
| Товари для дому | 0%      | 20%     |
| Книги та періодичні видання | 0%      | 0%      |
| Промислова хімічна продукція | 33,3%   | 40%     |
| Продукція, пов'язана з транспортними засобами | 0%      | 0%      |
| Інше | 0%      | 0%      |
| Усього підприємств | 3       | 5       |

#### Сфера послуг
| \| Підприємства міста, що працюють у сфері послуг, за діяльністю \| Підприємства міста, що працюють у сфері послуг, за діяльністю \| Підприємства міста, що працюють у сфері послуг, за діяльністю \| \| Рік \| 2002 р. \| 2001 р. \| \| ------------------------------------------------------------- \| ------------------------------------------------------------- \| ------------------------------------------------------------- \| \| Гуртова торгівля \| 15,4% \| 13,6% \| \| Готелі та готельний бізнес \| 19,2% \| 22,7% \| \| Транспорт та зв'язок \| 3,8% \| 4,5% \| \| Посередницькі фінансові послуги \| 0% \| 0% \| \| Послуги підприємствам \| 15,4% \| 9,1% \| \| Послуги фізичним особам \| 42,3% \| 45,5% \| \| Нерухомість та ін. \| 3,8% \| 4,5% \| \| Усього підприємств \| 26 \| 22 \| |         |         |
| Підприємства міста, що працюють у сфері послуг, за діяльністю |         |         |
| Рік | 2002 р. | 2001 р. |
| Гуртова торгівля | 15,4%   | 13,6%   |
| Готелі та готельний бізнес | 19,2%   | 22,7%   |
| Транспорт та зв'язок | 3,8%    | 4,5%    |
| Посередницькі фінансові послуги | 0%      | 0%      |
| Послуги підприємствам | 15,4%   | 9,1%    |
| Послуги фізичним особам | 42,3%   | 45,5%   |
| Нерухомість та ін. | 3,8%    | 4,5%    |
| Усього підприємств | 26      | 22      |

## Житловий фонд
У 2001 р. 6,4% усіх родин (домогосподарств) мали житло метражем до 59 м2, 20,5% - від 60 до 89 м2, 34% - від 90 до 119 м2 і
39,1% - понад 120 м2.

З усіх будівель у 2001 р. 54,1% було одноповерховими, 34,9% - двоповерховими, 11
% - триповерховими, 0% - чотириповерховими, 0% - п'ятиповерховими, 0% - шестиповерховими,
0% - семиповерховими, 0% - з вісьмома та більше поверхами.

## Автопарк
| \| Автомобілі, зареєстровані у місті, за призначенням \| Автомобілі, зареєстровані у місті, за призначенням \| Автомобілі, зареєстровані у місті, за призначенням \| \| Рік \| 2006 р. \| 2005 р. \| \| -------------------------------------------------- \| -------------------------------------------------- \| -------------------------------------------------- \| \| Приватні автомобілі \| 56% \| 56,9% \| \| Мотоцикли \| 12,5% \| 11,5% \| \| Вантажівки \| 26,9% \| 27,5% \| \| Трактори \| 0,2% \| 0,4% \| \| Автобуси та ін. \| 4,4% \| 3,7% \| \| Усього автомобілів \| 505 шт. \| 487 шт. \| |         |         |
| Автомобілі, зареєстровані у місті, за призначенням |         |         |
| Рік | 2006 р. | 2005 р. |
| Приватні автомобілі | 56%     | 56,9%   |
| Мотоцикли | 12,5%   | 11,5%   |
| Вантажівки | 26,9%   | 27,5%   |
| Трактори | 0,2%    | 0,4%    |
| Автобуси та ін. | 4,4%    | 3,7%    |
| Усього автомобілів | 505 шт. | 487 шт. |

## Вживання каталанської мови
У 2001 р. каталанську мову у місті розуміли 97,7% усього населення (у 1996 р. - 99,6%), вміли говорити нею 86,6% (у 1996 р. - 
89,9%), вміли читати 85,6% (у 1996 р. - 89,1%), вміли писати 64,1
% (у 1996 р. - 63,8%). Не розуміли каталанської мови 2,3%.

## Політичні уподобання
У виборах до Парламенту Каталонії у 2006 р. взяло участь 273 особи (у 2003 р. - 249 осіб). Голоси за політичні сили розподілилися таким чином:
| \| Вибори до Парламенту Каталонії \| Вибори до Парламенту Каталонії \| Вибори до Парламенту Каталонії \| \| Рік \| 2006 р. \| 2003 р. \| \| -------------------------------------- \| ------------------------------ \| ------------------------------ \| \| Конвергенція та Єднання (CiU) \| 48,7% \| 47,8% \| \| Соціалістична партія Каталонії (PSC) \| 16,1% \| 16,1% \| \| Народна партія (PP) \| 6,6% \| 8% \| \| Ініціатива за зелену Каталонію (IC) \| 11% \| 4,4% \| \| Республіканська лівиця Каталонії (ERC) \| 14,3% \| 22,5% \| \| Громадянська партія (C's) \| 1,8% \| 0% \| \| Інші \| 1,5% \| 1,2% \| |         |         |
| Вибори до Парламенту Каталонії |         |         |
| Рік | 2006 р. | 2003 р. |
| Конвергенція та Єднання (CiU) | 48,7%   | 47,8%   |
| Соціалістична партія Каталонії (PSC) | 16,1%   | 16,1%   |
| Народна партія (PP) | 6,6%    | 8%      |
| Ініціатива за зелену Каталонію (IC) | 11%     | 4,4%    |
| Республіканська лівиця Каталонії (ERC) | 14,3%   | 22,5%   |
| Громадянська партія (C's) | 1,8%    | 0%      |
| Інші | 1,5%    | 1,2%    |

У муніципальних виборах у 2007 р. взяло участь 345 осіб (у 2003 р. - 266 осіб). Голоси за політичні сили розподілилися таким чином:
| \| Муніципальні вибори \| Муніципальні вибори \| Муніципальні вибори \| \| Рік \| 2007 р. \| 2003 р. \| \| -------------------------------------- \| ------------------- \| ------------------- \| \| Конвергенція та Єднання (CiU) \| 49,9% \| 42,9% \| \| Соціалістична партія Каталонії (PSC) \| 47,5% \| 50,8% \| \| Народна партія (PP) \| 2,6% \| 6,4% \| \| Ініціатива за зелену Каталонію (IC) \| 0% \| 0% \| \| Республіканська лівиця Каталонії (ERC) \| 0% \| 0% \| \| Громадянська партія (C's) \| 0% \| 0% \| \| Інші \| 0% \| 0% \| |         |         |
| Муніципальні вибори |         |         |
| Рік | 2007 р. | 2003 р. |
| Конвергенція та Єднання (CiU) | 49,9%   | 42,9%   |
| Соціалістична партія Каталонії (PSC) | 47,5%   | 50,8%   |
| Народна партія (PP) | 2,6%    | 6,4%    |
| Ініціатива за зелену Каталонію (IC) | 0%      | 0%      |
| Республіканська лівиця Каталонії (ERC) | 0%      | 0%      |
| Громадянська партія (C's) | 0%      | 0%      |
| Інші | 0%      | 0%      |